# Amro Sadeh
Amro Abed Alfattah Jamal Sadeh (ar. عمرو عبدالفتاح جمال سعاده;ur. 14 października 1999) – jordański zapaśnik walczący w stylu klasycznym.
Czwarty na igrzyskach panarabskich w 2023. Zajął piąte miejsce na mistrzostwach Azji w 2025. Wicemistrz arabski w 2018 i 2023; trzeci w 2024 roku.